# Velemér
Velemér (szlovénül: Velemer) község Vas vármegyében, az Őrségben, a Körmendi járásban.

## Fekvése
Magyarország nyugati határán, a Vendvidék, a Vasi-Hegyhát és a Zalai-dombság által határolt háromszögben, Hetés tájegység északnyugati szegletében lelhető fel. Területén a Csesztreg-Magyarszombatfa közti 7423-as út húzódik végig, amelybe itt torkollik bele a Szentgyörgyvölgy több településrészét összekapcsoló 7425-ös út.
A völgyet, amelyben Velemér (Magyarszombatfával és a hozzá csatolt Gödörházával egyetemben) megtalálható, a reformáció óta Zürich-völgynek is nevezték. Ma is gyakran említik Belső Őrségként, ami annak az emléke lehet, hogy nem a Szalaőrök vidékéhez, hanem a Kerka köré szerveződő őrséghez tartozott. Ma az Őrségi Nemzeti Park részét képezi.
A környező települések: nyugatról Magyarszombatfa, keletről Szentgyörgyvölgy, északról Magyarföld; déli szomszédja a szlovéniai Szécsiszentlászló (Motvarjevci). A településen átfolyó kis patakocskát korábban Velemér-pataknak nevezték, a mai térképeken Szentgyörgyvölgyi-patak néven azonosítható. A Lendva és Kerka patakok segítségével a Mura vizét táplálja.

## Története
Velemér ókori, középkori történelme összefonódik a gyepűk és a Szentháromság-templom történetével.
„Írott forrásainkban a 13. század végétől bukkan fel változó neveken: temploma után esetenként Szenttrinitás-ként említik, de mellette használatos volt a Velemér elnevezés is (1268-ban Velemer, Sancta Trinitas, 1273-ban Velemyr, 1601-ben Zent Trinitas, 1734-ben Velemér).” Neve szláv eredetű, a Velimir személynévből származik, melynek jelentése nagyságos, jelentőségteljes.
A település 1800 előtt a Habsburgok által kialakított Tótsági járáshoz, majd 1800 és 1848, illetve 1860 és 1872 között az Őrségi, azt követően a Muraszombati, később a Szentgotthárdi járáshoz tartozott. A Belső-Őrség elnevezés a 19. század második felében alakult ki, de csak a 20. században vált általánossá. Velemért, Gödörházát, Magyarszombatfát és  a ma Szlovéniához tartozó Szerdahelyt (Središce) sorolják ide.
A település határában folyó patakot általában Veleméri-pataknak nevezik, de ismert a Curek-patak elnevezés is.
1732-től több mint 50 éven át a reformátusok Kustánszegre jártak templomba a katolizáció következményeként. Vallásszabadságukat 1783. november 2-án nyerték vissza.
„Az 1828-as jobbágyösszeírás szerint Veleméren 68 adófizető, köztük 35 jobbágy, 4 kovács és egy molnár lakott. A község és az egyház eggyé forrására jellemző, hogy 1875-ben a református presbitérium és a községi elöljáróság ugyanaz a testület volt.
A 20. század eleje Velemér legutolsó aranykora. A múlt század második felétől gyorsan szaporodó lakosság száma 1910-ben már 438 fő. Velemér 1622 holdas határa 120 gazdaságot tartott el (300 marha, 250 sertés, 36 hold szőlő). Jó anyagokból, kitűnő ízléssel épített téglaházai ma is e kort idézik, intézményei többségének (bolt, kocsma, önkormányzati iroda, könyvtár, vendégházak) az ekkortájt emelt épületek adnak otthont.”
A két világháború, majd a rendszerváltás előtti korszak ipari, gazdasági fejlődést nem hozott a település számára. Ma jellemzően az idegenforgalomból, valamint mezőgazdasági munkából tudja fenntartani magát a lakosság.

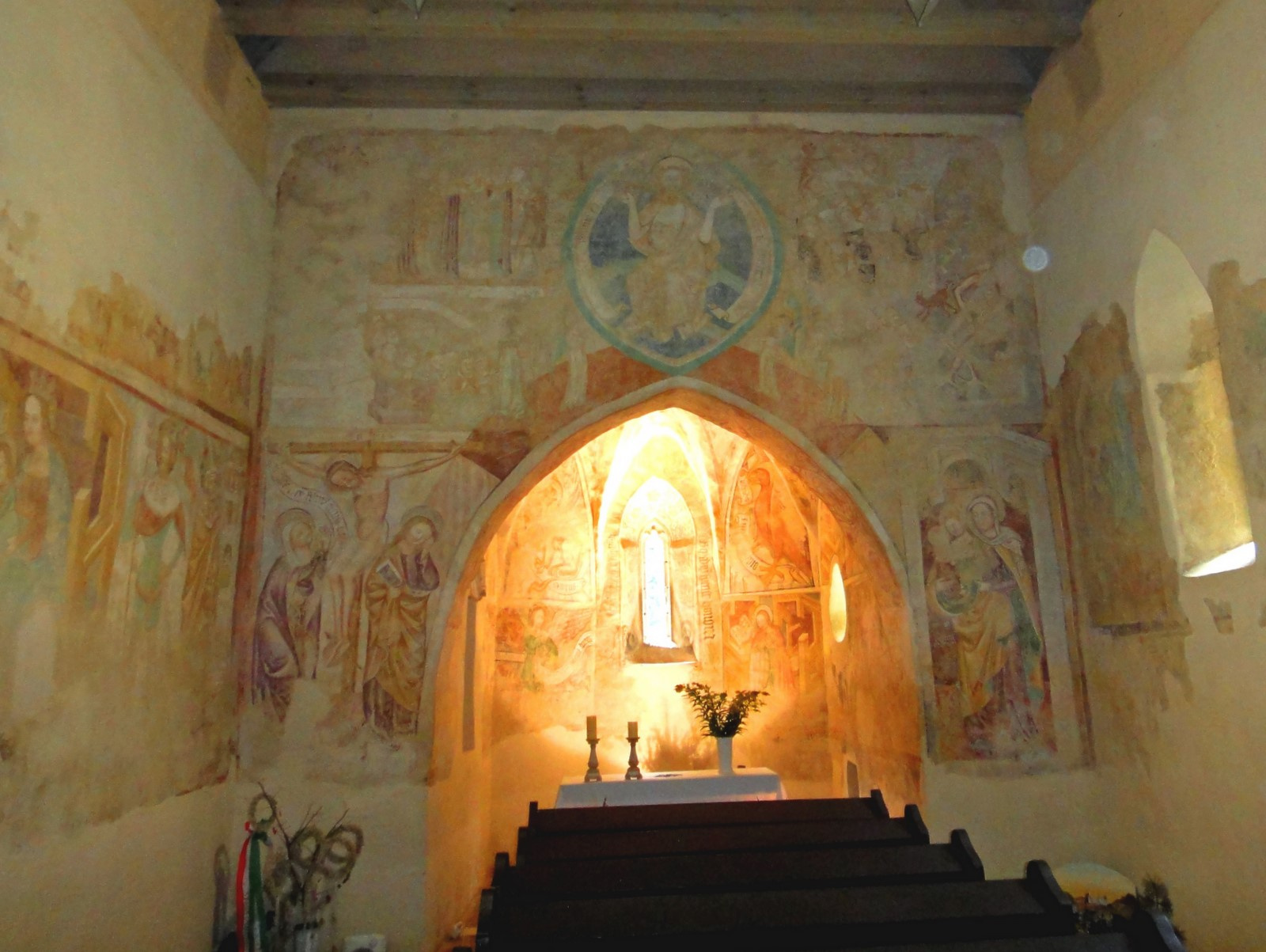
Velemér, a templom belseje

## Közélete

### Polgármesterei
- 1990–1994: Balogh Ernő (független)[5]
- 1994–1998: Balogh Ernő (független)[6]
- 1998–2002: Balogh Ernő (független)[7]
- 2002–2006: Balogh Ernő (független)[8]
- 2006–2010: Balogh Ernő (független)[9]
- 2010–2014: Balogh Ernő (független)[10]
- 2014–2019: Balogh Ernő (független)[11]
- 2019–2024: Balogh Ernő (független)[12]
- 2024– : Farkas Ágota (független)[1]

## Népesség
A település népességének változása:
| Lakosok száma | 77   | 79   | 79   | 70   | 76   | 74   | 71   |
|               | 2013 | 2014 | 2015 | 2021 | 2022 | 2023 | 2024 |

A 2011-es népszámlálás során a lakosok 82,9%-a magyarnak, 1,4% németnek, 1,4% szlovénnek mondta magát (17,1% nem nyilatkozott; a kettős identitások miatt a végösszeg nagyobb lehet 100%-nál). A vallási megoszlás a következő volt: római katolikus 18,6%, református 48,6%, felekezet nélküli 10% (22,9% nem nyilatkozott).
2022-ben a lakosság 90,8%-a vallotta magát magyarnak, 1,3% németnek, 1,3% cigánynak, 1,3% horvátnak, 1,3% egyéb, nem hazai nemzetiségűnek (7,9% nem nyilatkozott; a kettős identitások miatt a végösszeg nagyobb lehet 100%-nál). Vallásuk szerint 38,2% volt római katolikus, 35,5% református, 1,3% egyéb katolikus, 3,9% felekezeten kívüli (21,1% nem válaszolt).

## Nevezetességei

### Szentháromság-templom

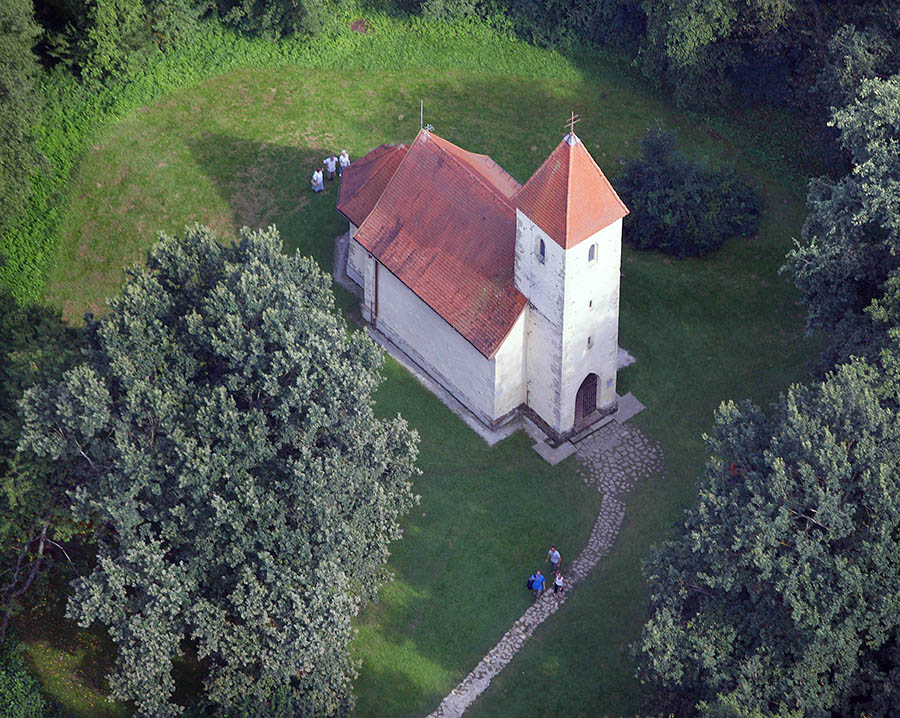
Szentháromság-templom (Velemér) légifotón

Velemér jelentős műemléke a Papréten emelkedő, a Szentháromság tiszteletére szentelt, egyhajós, nyugati tornyos (azaz keletelt), a nyolcszög három oldalával záródó szentéllyel ellátott, kőből és téglából épült katolikus templom. A templom építésének pontos évszámát nem lehet tudni, a stílus alapján az 1200-as évek végére teszik. Freskóit Aquila János festette 1378-ban.
A reformáció idején a falu reformátussá lett, az ellenreformáció során a lakosság református maradt, a templomot 1732 átadták a katolikus egyháznak. A hívek nélkül maradt épület állapota leromlott, kis híján el is pusztult. Az 1800-as évek második felében egy tűzvész oltóvize megrongálta a freskókat. A templom sokáig tető nélkül állt és a hajójában fák nőttek.
A templomot és a freskókat több alkalommal restaurálták. A tetőzetet leszámítva, amely az eredetinek megfelelően lehet helyreállítva, a kis templom őrzi az 1300-as évek végén megteremtett képét. Jelen állapotában a legtöbb falkép jól látszik, néhány alig kivehető, de vannak teljesen elpusztult részek is.
A jelenleg katolikus templomban két mise van évente (Szentháromság napján és augusztus 20-án) a református többségű településen. Ezeken az alkalmakon kívül csak esetenként, például esküvők alkalmával van egyházi szertartás a szép műemléképületben.

### Az őrségi építkezés

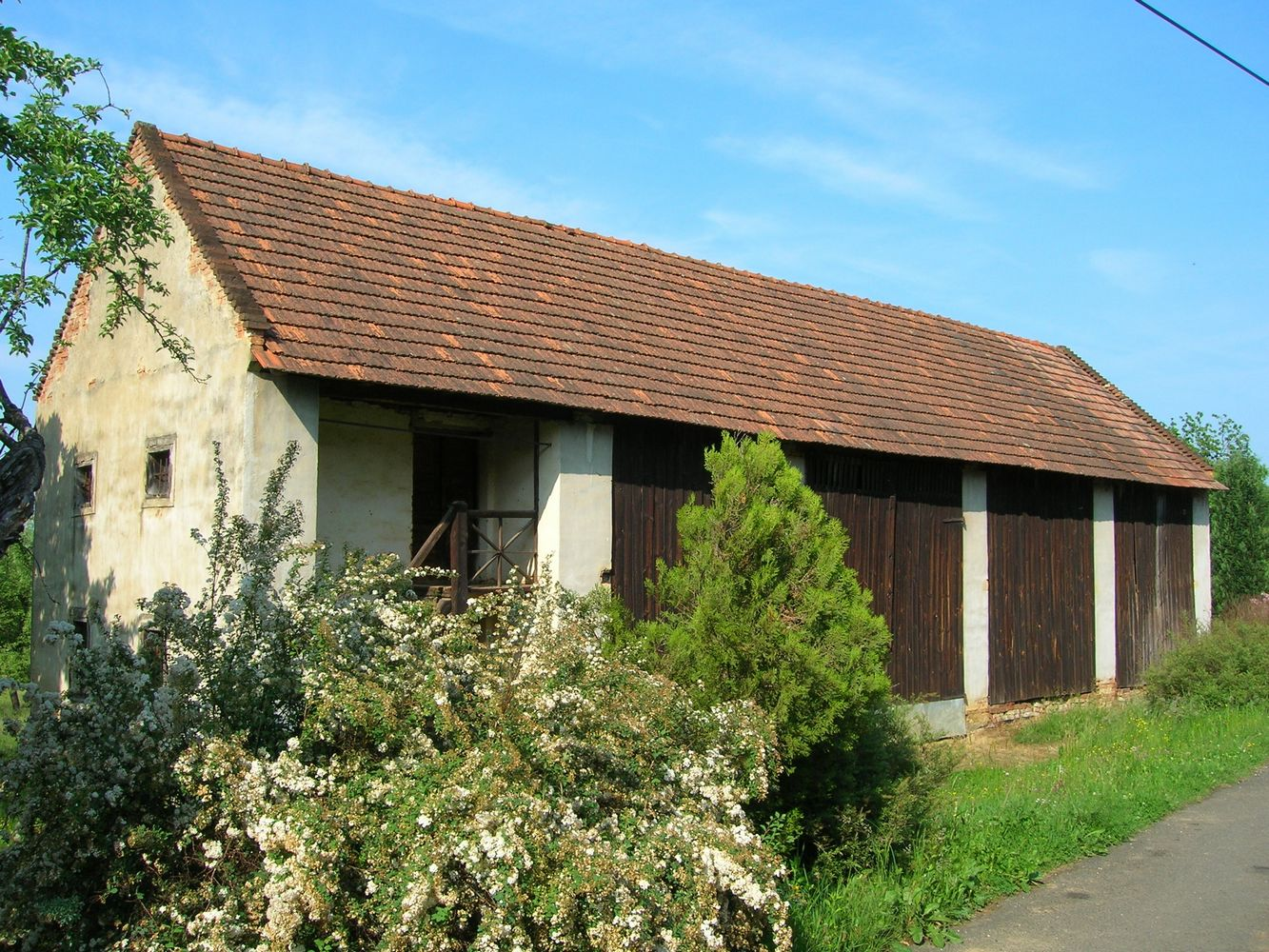
Jellegzetes csűr Velemér Fő utcáján

A lélekszámához képest meglehetősen hosszú falu házainak, csűrjeinek (helyi szóhasználattal: pajtáinak) többsége megőrizte a helyi építészeti sajátosságokat. A régebbi épületek még boronafalúak (fagerendákból épültek), az újabbak már téglából vannak. Pajtákat és ólakat is lehet még látni, a régi házakban műemlékjellegű cserépkályhákat, bútorokat talál a látogató.

### Tanösvények
Az Őrségben található több tanösvény és kulturális útvonal. Ilyen az Őrizők útja, a Fürge cselle tanösvény, a Szent Márton út, a Dél-Dunántúli Kéktúra (Rockenbauer Pál Dél-dunántúli Kéktúra), valamint a Sárgaliliom tanösvény - amely utóbbi Veleméren vezet keresztül és az itt őshonos virágról kapta a nevét.

### A Sindümúzeum
Az őrségi jelkincs eredetét és a székely írással való kapcsolatát kutatja és mutatja be a Fő utca 7. szám alatt található Sindümúzeum, amely előzetes egyeztetés esetén látogatható.

### További nevezetességek
- A református templom
- Önkormányzati tájház

## Külső hivatkozások
- Velemér közösségi és turisztikai portál
- Veleméri képek
- Velemér leírása az Őrvidék.hu oldalon[halott link]